# Ocotea aciphylla
Ocotea aciphylla là một loài thực vật thuộc họ Lauraceae. Loài này có ở Brasil, Colombia, Guyane thuộc Pháp, Guadeloupe, Martinique, Peru, Saint Lucia, Suriname, và Venezuela.

## Hình ảnh

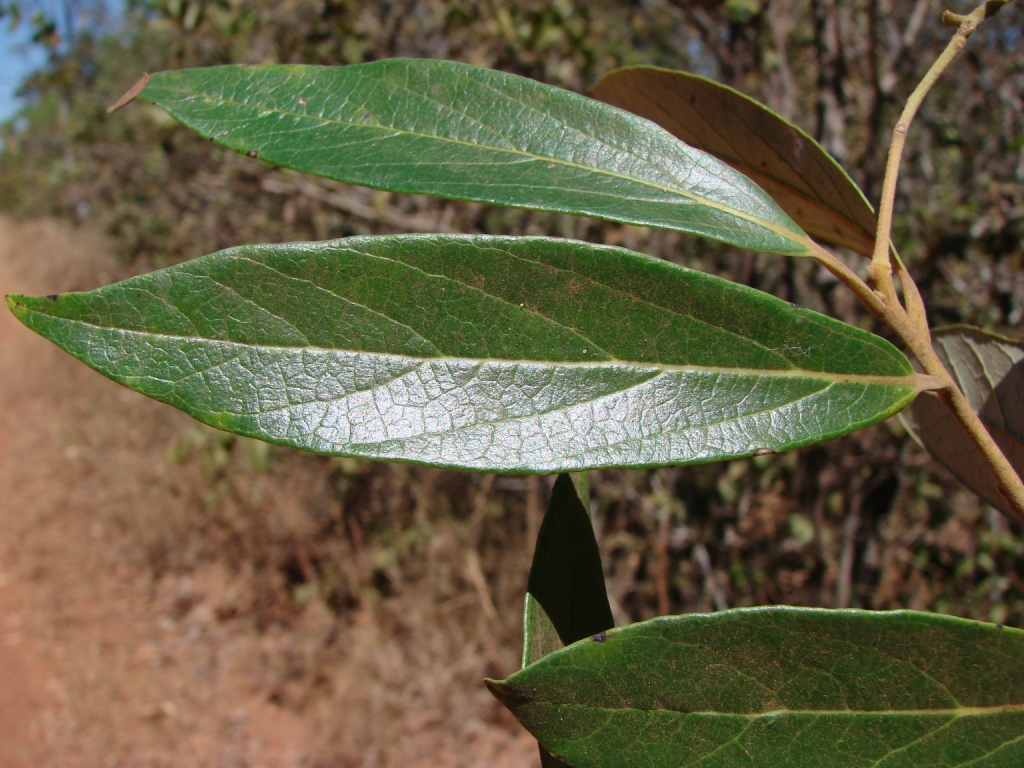